# Achyrolimonia venustipennis
Achyrolimonia venustipennis är en tvåvingeart som först beskrevs av Alexander 1921.  Achyrolimonia venustipennis ingår i släktet Achyrolimonia och familjen småharkrankar.
Artens utbredningsområde är Kamerun. Inga underarter finns listade i Catalogue of Life.